# 趙池
趙池（1536年—1579年），字道涵，号继山，山東青州府昌樂縣人，軍籍，明朝政治人物。历任行人司行人、浙江道监察御史、汝宁府知府。

## 生平
嘉靖四十年（1561年）辛酉科山東鄉試第六十八名舉人。隆慶二年（1568年）中式戊辰科三甲第三百一十五名進士。四年授行人司行人，万历元年（1573年）十二月擢浙江道御史，五年升河南汝宁府知府，七年卒。

## 家族
曾祖趙仁；祖父趙珮；父趙鶚薦，訓導。嫡母任氏；生母鄭氏。弟湖、湘、潭。